# Daniele Dalla Bona
Daniele Dalla Bona (Varese, 12 agosto 1983) è un calciatore italiano, centrocampista dell'Urbino.

## Carriera
Ha giocato in Serie B con il Cittadella e con il Modena.

## Statistiche

### Presenze e reti nei club
Statistiche aggiornate al 23 marzo 2016.
| Stagione          | Squadra           | Campionato        | Campionato | Campionato | Coppe nazionali | Coppe nazionali | Coppe nazionali | Coppe continentali | Coppe continentali | Coppe continentali | Altre coppe | Altre coppe | Altre coppe | Totale | Totale |
| Stagione          | Squadra           | Comp              | Pres       | Reti       | Comp            | Pres            | Reti            | Comp               | Pres               | Reti               | Comp        | Pres        | Reti        | Pres   | Reti   |
| ----------------- | ----------------- | ----------------- | ---------- | ---------- | --------------- | --------------- | --------------- | ------------------ | ------------------ | ------------------ | ----------- | ----------- | ----------- | ------ | ------ |
| 2007-2008         | Pro Patria        | C1                | 28         | 3          | CI-C            | 3               | 2               | -                  | -                  | -                  | -           | -           | -           | 31     | 5      |
| 2008-2009         | Pro Patria        | 1D                | 28+4       | 1+1        | CI-LP           | 3               | 0               | -                  | -                  | -                  | -           | -           | -           | 35     | 2      |
| Totale Pro Patria | Totale Pro Patria | Totale Pro Patria | 56+4       | 4+1        |                 | 6               | 2               |                    | -                  | -                  |             | -           | -           | 66     | 7      |
| 2009-2010         | Cittadella        | B                 | 32+2       | 0          | CI              | 3               | 0               | -                  | -                  | -                  | -           | -           | -           | 37     | 0      |
| 2010-2011         | Cittadella        | B                 | 37         | 5          | CI              | 2               | 0               | -                  | -                  | -                  | -           | -           | -           | 39     | 5      |
| Totale Cittadella | Totale Cittadella | Totale Cittadella | 69+2       | 5          |                 | 5               | 0               |                    | -                  | -                  |             | -           | -           | 76     | 5      |
| 2011-2012         | Modena            | B                 | 33         | 2          | CI              | 2               | 0               | -                  | -                  | -                  | -           | -           | -           | 35     | 2      |
| 2012-2013         | Modena            | B                 | 15         | 1          | CI              | 2               | 0               | -                  | -                  | -                  | -           | -           | -           | 17     | 1      |
| 2013-2014         | Modena            | B                 | 15         | 0          | CI              | 0               | 0               | -                  | -                  | -                  | -           | -           | -           | 15     | 0      |
| Totale Modena     | Totale Modena     | Totale Modena     | 63         | 3          |                 | 4               | 0               |                    | -                  | -                  |             | -           | -           | 67     | 3      |
| 2014-2015         | Real Vicenza      | LP                | 35         | 3          | CI-LP           | 2               | 1               | -                  | -                  | -                  | -           | -           | -           | 37     | 4      |
| 2015-gen. 2016    | Mantova           | LP                | 18         | 0          | CI-LP           | 2               | 0               | -                  | -                  | -                  | -           | -           | -           | 20     | 0      |
| gen.-giu. 2016    | AlbinoLeffe       | LP                | 13+2       | 0          | CI-LP           | -               | -               | -                  | -                  | -                  | -           | -           | -           | 15     | 0      |
| Totale carriera   | Totale carriera   | Totale carriera   | 254+8      | 15+1       |                 | 19              | 3               |                    | -                  | -                  |             | -           | -           | 279    | 19     |